# Epione purpureomarginata
Epione purpureomarginata är en fjärilsart som beskrevs av Barend J. Lempke 1970. Epione purpureomarginata ingår i släktet Epione och familjen mätare. Inga underarter finns listade i Catalogue of Life.